# Mixer video

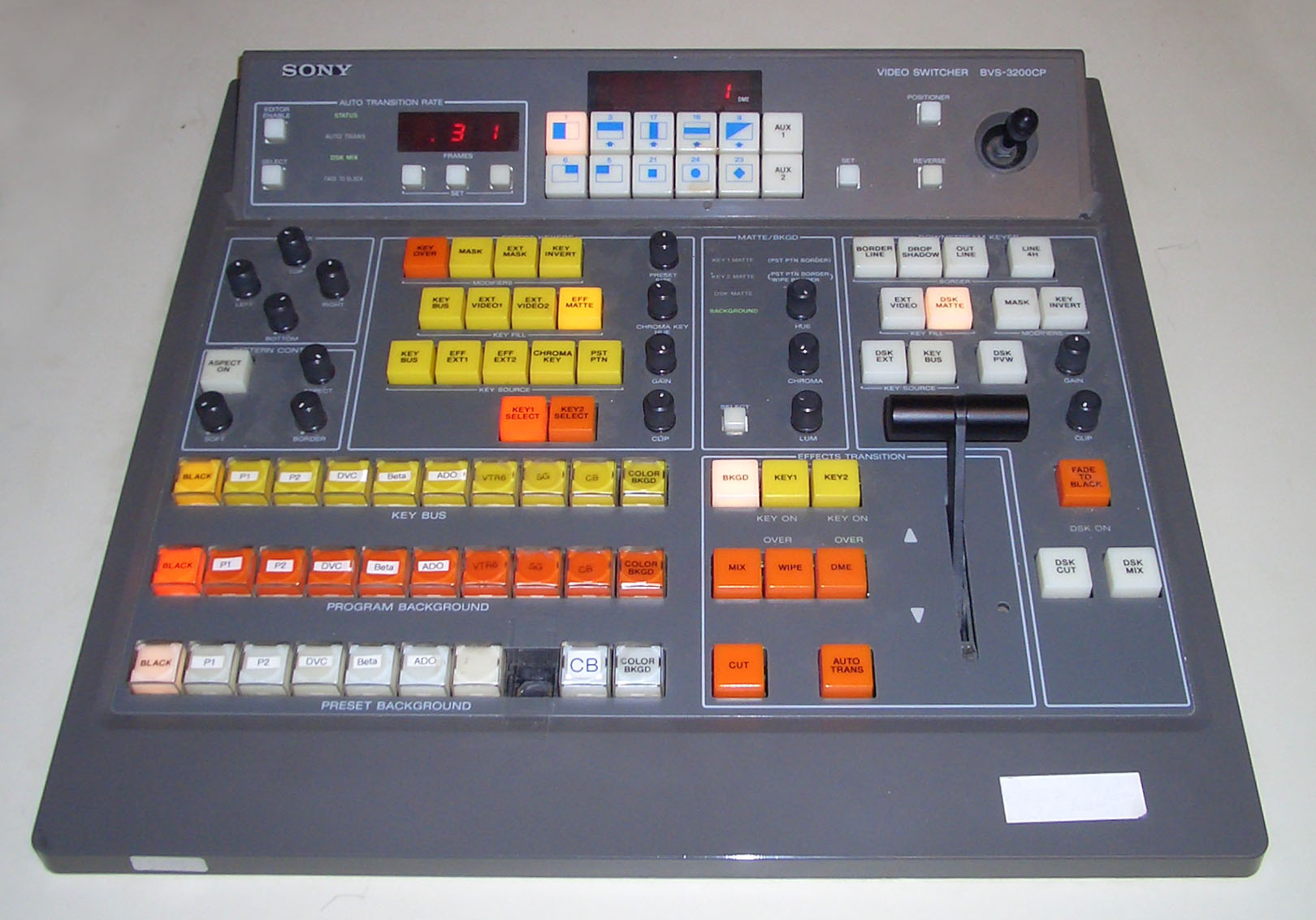
Mixer video a un banco effetti Sony BVS-3200CP

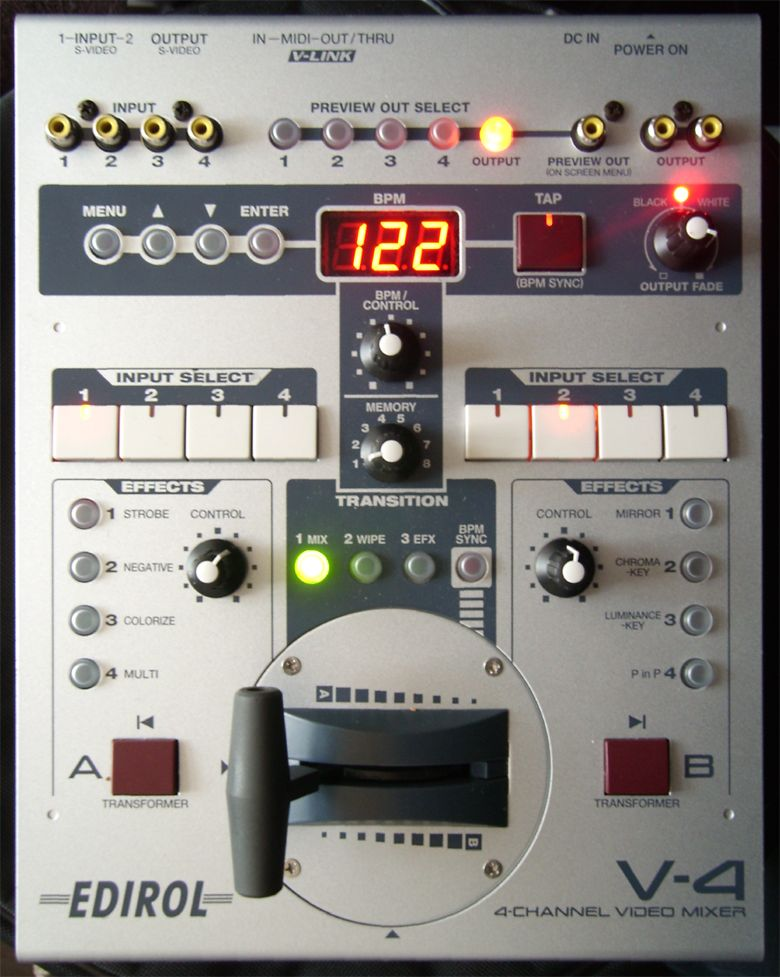
Mixer video portatile con ingressi/uscite in video composito

Il mixer video è l'apparecchiatura impiegata per commutare diverse sorgenti video su un unico segnale in uscita e in alcuni casi di miscelarle tra di loro o aggiungere effetti speciali. Questo procedimento è simile a quello che un mixer audio compie su segnali audio.
Tipicamente il mixer video è impiegato in ambienti di produzione televisiva, come studi, emittenti, regie mobili o sale di montaggio lineare. Il termine mixer video, secondo una terminologia tipicamente europea, identifica di solito anche l'operatore del mixer stesso, nonostante accada di frequente che sia direttamente il regista a operare su di esso.

## Struttura e composizione

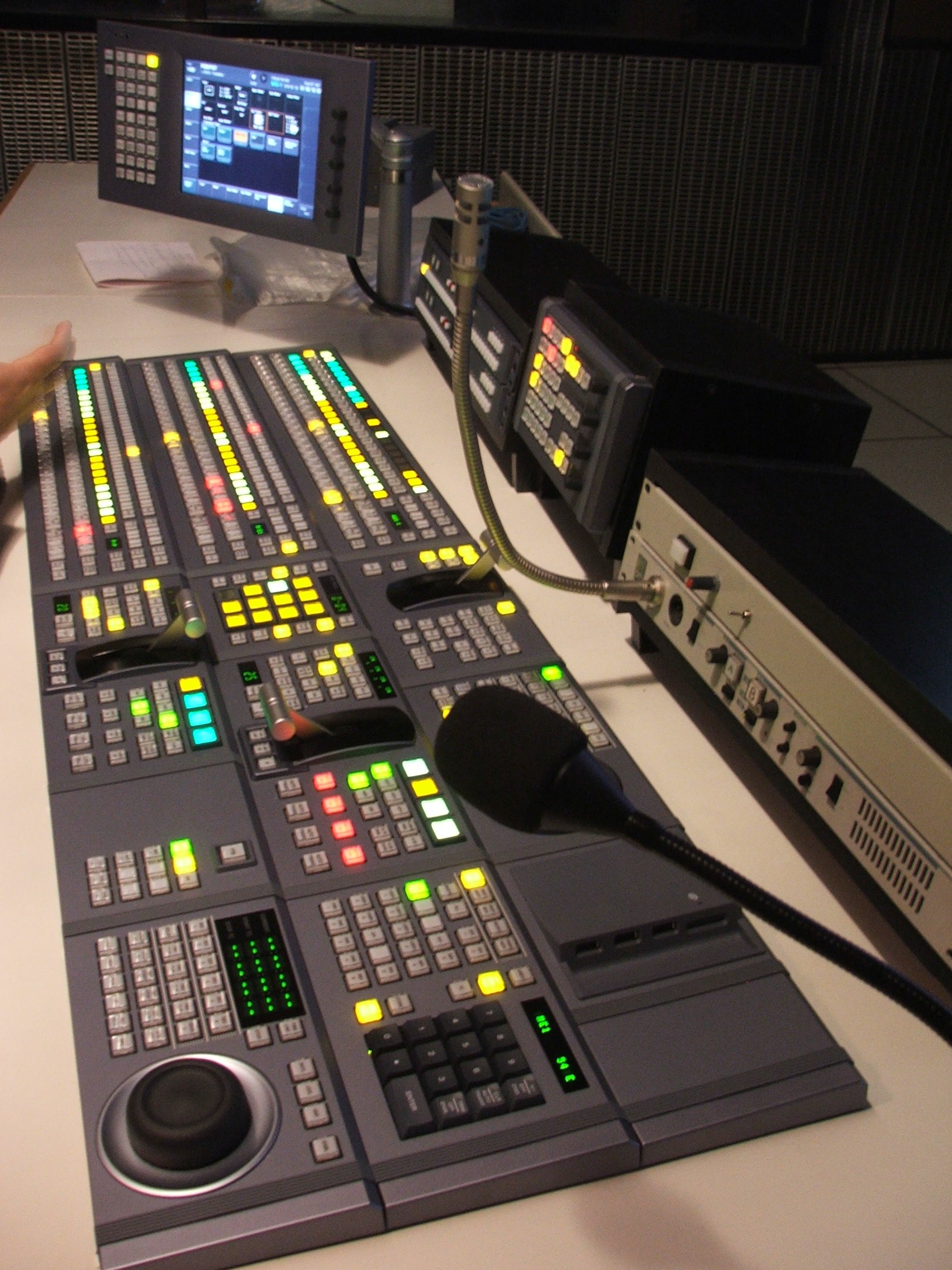
Un mixer video installato in una regia video

Un mixer video può integrare tutta l'elettronica necessaria in un unico apparato, come è il caso dei modelli più piccoli, ma più di frequente è composto da un pannello di controllo posto nell'ambiente di produzione e di una o più unità (matrice) che contengono la circuiteria vera e propria, disposte a rack insieme al resto degli apparati tecnici. Questo semplifica l'installazione, la manutenzione e il cablaggio dei vari apparati.

### Unità circuitale

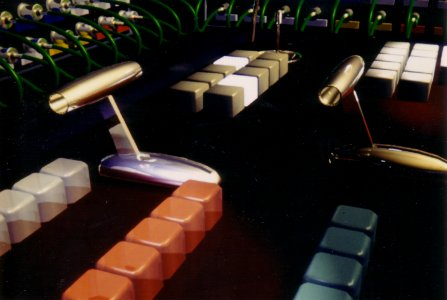
Ricostruzione 3D di un mixer video

La comunicazione tra il pannello di controllo e la circuiteria avviene tramite cablaggi e tecnologie diverse, ma i mixer più moderni implementano di solito comunicazioni ethernet mediante cavi di rete impiegati comunemente in informatica.
Ingressi e uscite video, in ambito professionale, usano sempre connettori di tipo BNC, mentre piccoli mixer per uso amatoriale possono usare collegamenti di tipo differente. A seconda del tipo di mixer, il segnale video usato può essere analogico a componenti oppure digitale, ma sono ancora diffusi mixer che usano il video analogico composito.
Per usi particolari, esistono anche mixer che accettano ingressi S-Video o firewire.
La dotazione di interfacce è poi completata da una serie di porte seriali che permettono al mixer di controllare altre apparecchiature o di essere controllato da esse, e da una serie di contatti che alimentano i tally delle apparecchiature, cioè le luci di segnalazione che indicano quando una data sorgente è selezionata sull'uscita.
L'alimentazione elettrica è talvolta fornita da unità ridondanti.

### Pannello di controllo

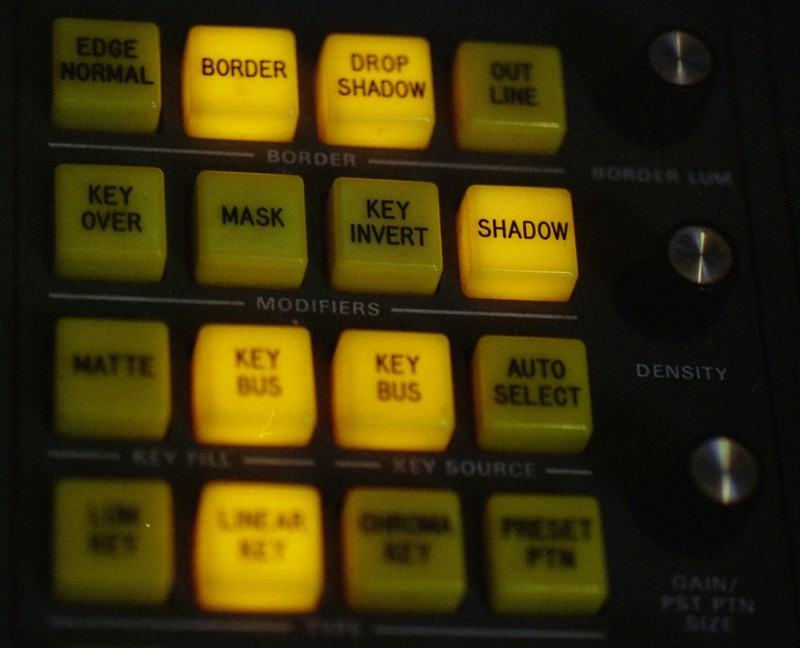
Pannello di controllo chiavi di un mixer video Grass Valley 200

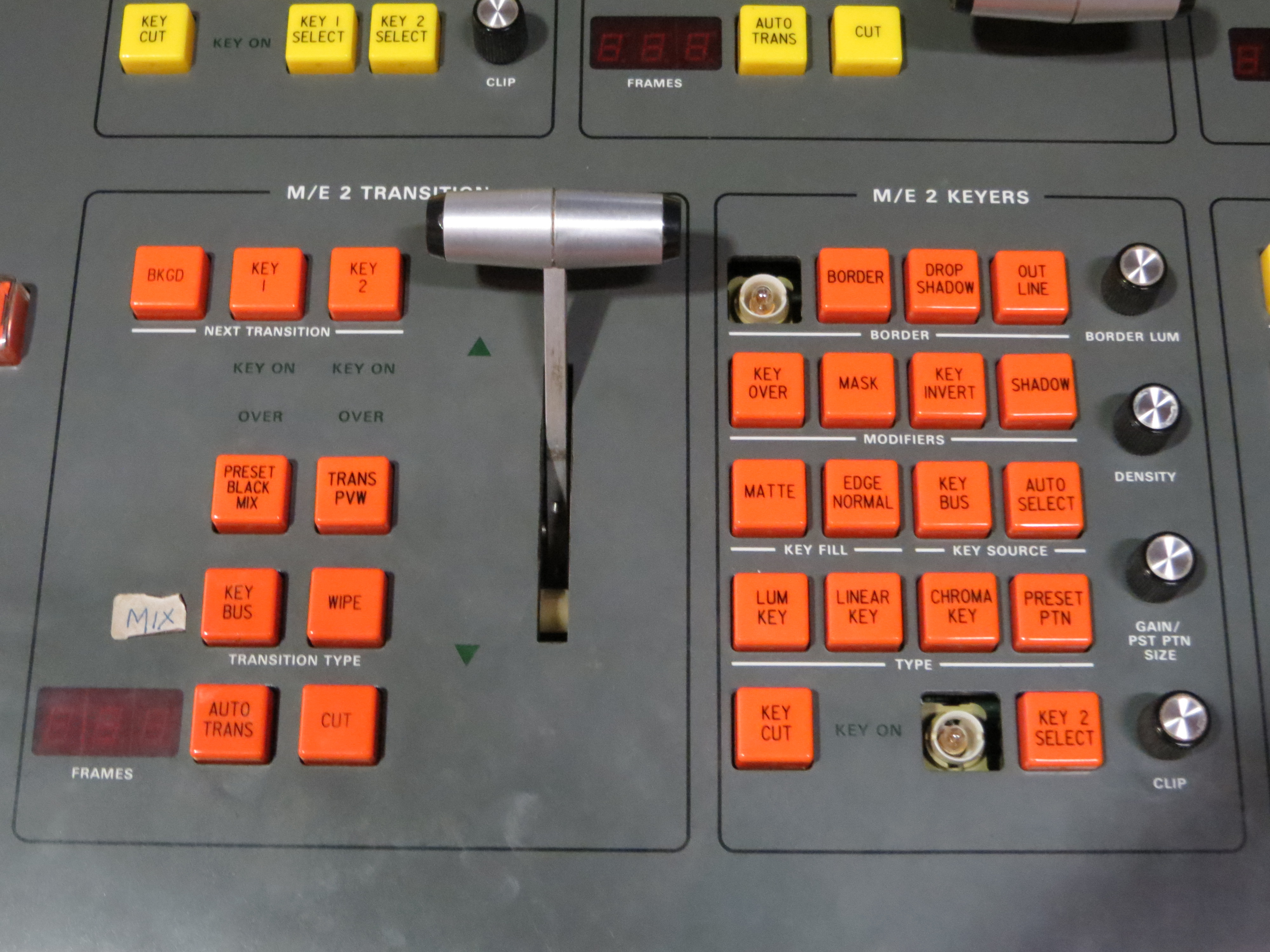
Una T-Bar di un mixer video professionale

Il concetto alla base del mixer video è quello di "bus", in pratica una riga di pulsanti associati ognuno a una determinata sorgente., a loro volta raggruppati in "banchi". Premere un pulsante seleziona quell'ingresso sull'uscita relativa a quel bus. I mixer più vecchi hanno di solito due bus equivalenti (chiamati "A" e "B", da cui il termine "mixer A/B", ciascuno dei quali può poi essere indirizzato all'uscita video, commutando tra i due oppure miscelandoli insieme (l'esempio classico è quello della dissolvenza incrociata). I mixer più recenti, tuttavia, hanno i banchi divisi in due bus, uno dei quali è sempre quello attivo (chiamato Program, mentre l'altro è chiamato Preview o Preset). Questa tipo di banco è noto di solito con il nome di Program/Preset o PP, e il mixer è detto di tipo flip-flop, poiché la sorgente selezionate sui due bus può essere scambiata. Sia il bus di program che quello di preview hanno di solito il loro monitor. La sorgente presente sul bus di Program riceve dal mixer la segnalazione di tally.
La commutazione tra i banchi avviene tramite la "T-Bar" barra di transizione. Questa leva crea una transizione tra i due bus. In un mixer di tipo flip-flop, a differenza di un mixer A/B, la posizione della leva non indica quale sia il bus attivo, poiché questo è sempre il program. La transizione (selezionabile di solito come dissolvenza, chiave o tendina, tipicamente), può essere eseguita anche tramite un apposito pulsante (di solito chiamato "auto trans") posto vicino alla leva, che esegue la transizione con una durata di tempo preimpostata.
Un altro tipo di bus presente sul mixer è quello di chiave o key bus. Di solito ce ne sono più di uno, ma spesso condividono lo stesso gruppo di pulsanti di controllo. Su questo bus un segnale può essere intarsiato sull'uscita del banco. L'immagine che viene visualizzata sopra la sorgente video è chiamata comunemente fill, mentre la maschera usata per creare la trasparenza o il contorno della chiave, a seconda del fabbricante del mixer, si chiama sorgente, chiave o anche iso. Quest'ultimo segnale può essere un fondo grafico, un'immagine dotata di canale alfa o un segnale di crominanza per realizzare un chroma key.
Di solito la chiave è attivata o disattivata allo stesso modo della transizione, insieme o no alla commutazione tra i bus.
A seconda delle dimensioni e delle esigenze produttive, i banchi possono variare di numero. Esistono mixer a uno, due, tre e quattro banchi, e anche varianti con un mezzo banco (non c'è la barra di transizione, ma solo il program con le chiavi). Ogni banco oltre al Program/Preset viene chiamato anche Mix/Effects o M/E, o, in italiano, banco effetti. Ogni banco effetti può a sua volta essere messo sul program. In questo modo, effetti complessi possono essere composti su un banco effetti separato e andare "in onda" con una sola commutazione.
A valle del P/P, c'è un altro stadio simile al bus di chiave, chiamato downstream keyer. Di solito si usa per inserire testo o grafica indipendentemente dai banchi effetti, e ha i propri tasti di controllo. Per ultimo, molti mixer hanno uno stadio che mette a nero l'uscita, chiamato FTB o Fade To Black.

## Segnali in uscita
L'uscita principale del mixer è chiamata Program ed è in effetti il segnale completo, il risultato della produzione in studio. È questo il segnale che di solito viene trasmesso o registrato.
Oltre al Program, viene spesso generato anche un segnale analogo ma privo delle chiavi, chiamato Clean Feed.
Indipendentemente dai diversi bus, molti mixer hanno anche una serie di uscite ausiliarie (chiamate anche Aux Bus) che permettono di instradare su uscite autonome le singole sorgenti, per alimentare generatori di effetti e altre apparecchiature.

## Sincronizzazione
Dal momento che il mixer video combina i segnali provenienti da macchine diverse come telecamere e videoregistratori, è molto importante che tutte le sorgenti siano sincrone tra di loro. In un ambiente professionale, esiste un generatore di sincronismi che aggancia tutte le apparecchiature. In alternativa, il mixer stesso può generare un segnale di nero per le macchine da sincronizzare. I segnali che non possono essere sincronizzati alla sorgente (per esempio, segnali originati dal di fuori della struttura o provenienti da apparecchiature che non accettano sincronismi esterni) devono essere sincronizzati prima che il mixer possa usarli. Un metodo comune consiste nell'utilizzare memorie di quadro, che memorizzano il segnale e lo rileggono con le temporizzazioni corrette. Alcuni mixer hanno dei sincronizzatori interni di questo tipo.
Se il mixer viene usato in una sala di montaggio ed è controllato in remoto dalla centralina, anche la centralina stessa deve essere sincronizzata.

## Curiosità
Per via dell'aspetto abbastanza complesso del pannello di controllo, i mixer di grosse dimensioni vengono spesso usati per simulare apparecchiature nella finzione scenica.
Nei film di fantascienza capita spesso di vedere mixer video usati come pannelli di controllo per astronavi.
Un esempio famoso è in Guerre stellari, dove un mixer Ampex AVC viene usato come pannello di controllo per l'immissione di energia all'arma della Morte Nera. Si vede un soldato che aziona una delle leve di transizione e il tasto luminoso del banco B che si accende più intensamente mentre quello sul banco A si affievolisce.
Questo mixer è probabilmente l'unico mixer di tipo A/B in uso professionalmente negli anni 70.